# Live at the Marquee (Ten Years After)
Live at the Marque – zapis koncertu zespołu Ten Years After, który odbył się 1 lipca 1983 roku w legendarnym londyńskim klubie Marquee. Koncert zarejestrowano po ośmioletniej przerwie w działalności zespołu.

## Lista utworów DVD
| 1. | "Love Like a Man"                            | 4:57  |
|    |                                              |       |
| 2. | "I May Be Wrong But I Won't Be Wrong Always" | 6:11  |
|    |                                              |       |
| 3. | "Good Morning Little Schoolgirl"             | 6:25  |
|    |                                              |       |
| 4. | "Help Me"                                    | 10:53 |
|    |                                              |       |
| 5. | "Woodchoppers Ball"                          | 4:29  |
|    |                                              |       |
| 6. | "Slow Blues"                                 | 6:37  |
|    |                                              |       |
| 7. | "Goin' Home"                                 | 13:33 |
|    | bonus                                        |       |
| 8. | Film dokumentalny o zespole lat 60.          |       |
|    |                                              |       |
|    |                                              | 53:05 |
|    |                                              |       |

## Wykonawcy
- Alvin Lee – gitara
- Chick Churchill – instrumenty klawiszowe
- Leo Lyons – gitara basowa
- Ric Lee – perkusja